# Elsdon (Northumberland)
Pour les articles homonymes, voir Elsdon (homonymie).
 (février 2024).
Elsdon est une paroisse civile et un village du Northumberland, en Angleterre. La population de la paroisse civile au recensement de 2011 était de 242 habitants.